# La Cochère

La Cochère este o comună în departamentul Orne, Franța. În 1 ianuarie 2018 avea o populație de 150 de locuitori.